# Dreiband-Europameisterschaft der Junioren 2019

Logo CEB (ausrichtender Verband)

Die Dreiband-Europameisterschaft der Junioren 2019 war ein Turnier in der Karambolagedisziplin Dreiband und fand vom 1. bis zum 2. Mai in Brandenburg an der Havel statt.

## Modus
Gespielt wurde erstmals mit 24 Teilnehmern in sechs Gruppen à vier Spielern im Round-Robin-Modus. Die Gruppensieger und die beiden besten Gruppenzweiten qualifizierten sich für das Viertelfinale.
Gespielt wurde in der Gruppenphase bis 25 Punkte oder 50 Aufnahmen und in der KO-Runde bis 30 Punkte oder 50 Aufnahmen. Da auch in der KO-Runde mit Nachstoß gespielt wurde, gab es eine Verlängerung bis 3 Punkte bis zur Entscheidung.

## Qualifikation

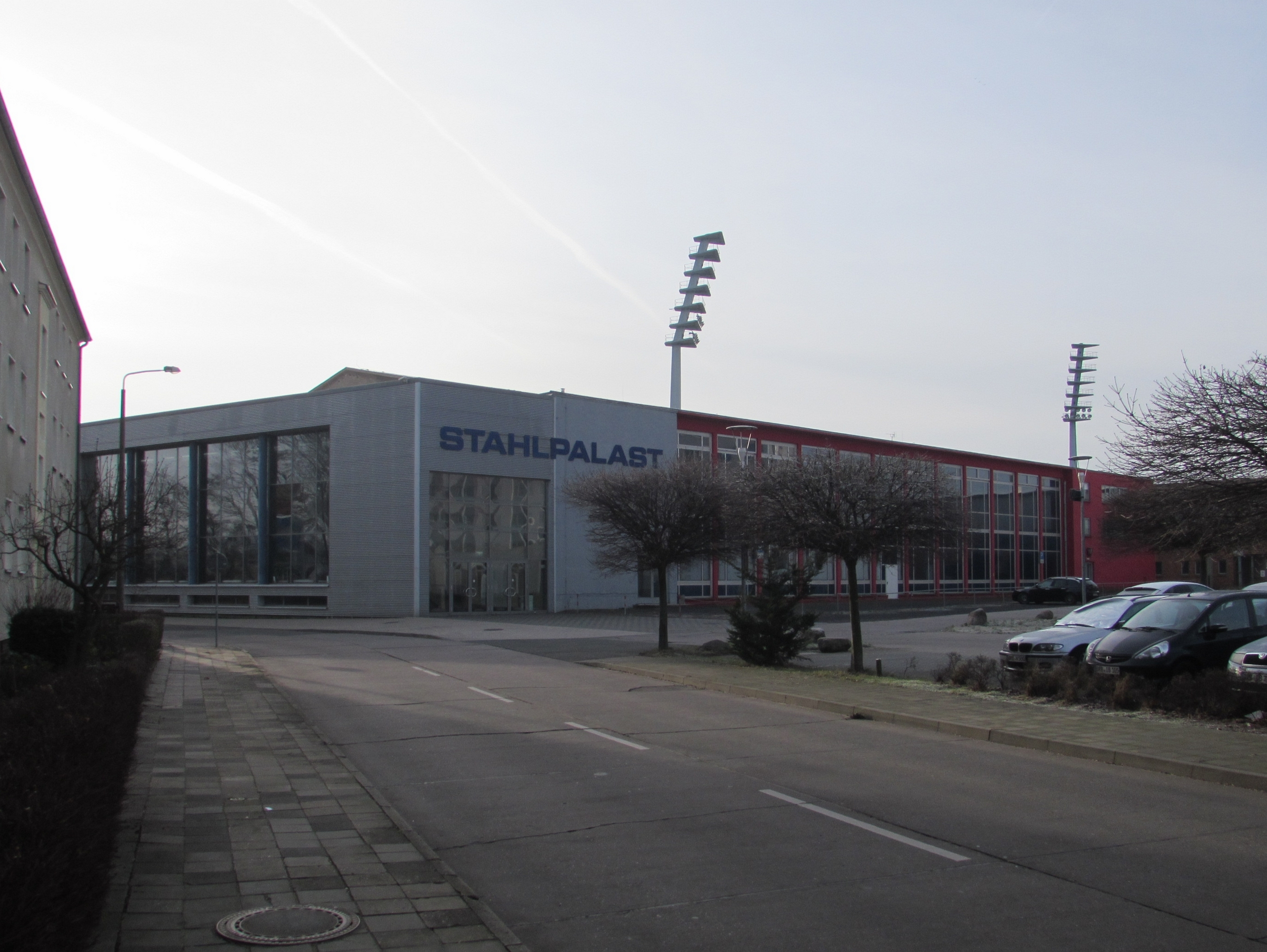
Außenansicht des Stahlpalastes

| Abschlusstabelle Gruppe A | Abschlusstabelle Gruppe A | Abschlusstabelle Gruppe A | Abschlusstabelle Gruppe A | Abschlusstabelle Gruppe A | Abschlusstabelle Gruppe A | Abschlusstabelle Gruppe A | Abschlusstabelle Gruppe A | Abschlusstabelle Gruppe A |
| Platz                     | Name                      | MP                        | Pkte                      | Aufn.                     | GD                        | BED                       | HS                        |                           |
| ------------------------- | ------------------------- | ------------------------- | ------------------------- | ------------------------- | ------------------------- | ------------------------- | ------------------------- | ------------------------- |
| 1                         | Emanuele Criscino         | 5:1                       | 75                        | 105                       | 0,714                     | 0,757                     | 7                         |                           |
| 2                         | Nick Rosier               | 4:2                       | 69                        | 111                       | 0,621                     | 0,735                     | 9                         |                           |
| 3                         | Enzo Riquart              | 3:3                       | 71                        | 119                       | 0,596                     | 0,757                     | 8                         |                           |
| 4                         | Tom Slikker               | 0:6                       | 58                        | 115                       | 0,504                     | -                         | 3                         |                           |

| Abschlusstabelle Gruppe B | Abschlusstabelle Gruppe B | Abschlusstabelle Gruppe B | Abschlusstabelle Gruppe B | Abschlusstabelle Gruppe B | Abschlusstabelle Gruppe B | Abschlusstabelle Gruppe B | Abschlusstabelle Gruppe B | Abschlusstabelle Gruppe B |
| Platz                     | Name                      | MP                        | Pkte                      | Aufn.                     | GD                        | BED                       | HS                        |                           |
| ------------------------- | ------------------------- | ------------------------- | ------------------------- | ------------------------- | ------------------------- | ------------------------- | ------------------------- | ------------------------- |
| 1                         | Alessio D’Agata           | 6:0                       | 75                        | 94                        | 0,797                     | 1,041                     | 5                         |                           |
| 2                         | Marcel Back               | 4:2                       | 72                        | 90                        | 0,800                     | 0,925                     | 4                         |                           |
| 3                         | Björn Jensen              | 2:4                       | 58                        | 93                        | 0,623                     | 0,594                     | 4                         |                           |
| 4                         | Sebastian Heimrath        | 0:6                       | 38                        | 117                       | 0,324                     | -                         | 2                         |                           |

| Abschlusstabelle Gruppe C | Abschlusstabelle Gruppe C | Abschlusstabelle Gruppe C | Abschlusstabelle Gruppe C | Abschlusstabelle Gruppe C | Abschlusstabelle Gruppe C | Abschlusstabelle Gruppe C | Abschlusstabelle Gruppe C | Abschlusstabelle Gruppe C |
| Platz                     | Name                      | MP                        | Pkte                      | Aufn.                     | GD                        | BED                       | HS                        |                           |
| ------------------------- | ------------------------- | ------------------------- | ------------------------- | ------------------------- | ------------------------- | ------------------------- | ------------------------- | ------------------------- |
| 1                         | Nathan Duriez             | 6:0                       | 75                        | 101                       | 0,741                     | 0,781                     | 5                         |                           |
| 2                         | Ivan Mayor                | 2:4                       | 53                        | 82                        | 0,646                     | 1,000                     | 8                         |                           |
| 3                         | Milan Ettel               | 2:4                       | 55                        | 96                        | 0,572                     | 0,694                     | 3                         |                           |
| 4                         | Luis Pinto                | 2:4                       | 51                        | 95                        | 0,536                     | 1,000                     | 3                         |                           |

| Abschlusstabelle Gruppe D | Abschlusstabelle Gruppe D | Abschlusstabelle Gruppe D | Abschlusstabelle Gruppe D | Abschlusstabelle Gruppe D | Abschlusstabelle Gruppe D | Abschlusstabelle Gruppe D | Abschlusstabelle Gruppe D | Abschlusstabelle Gruppe D |
| Platz                     | Name                      | MP                        | Pkte                      | Aufn.                     | GD                        | BED                       | HS                        |                           |
| ------------------------- | ------------------------- | ------------------------- | ------------------------- | ------------------------- | ------------------------- | ------------------------- | ------------------------- | ------------------------- |
| 1                         | Maxime Panaia             | 6:0                       | 75                        | 46                        | 1,630                     | 2,818                     | 10                        |                           |
| 2                         | Dogukan Corbaci           | 2:4                       | 65                        | 76                        | 0,855                     | 0,862                     | 8                         |                           |
| 3                         | Dylan Parent              | 2:4                       | 49                        | 62                        | 0,790                     | 1,136                     | 5                         |                           |
| 4                         | Bradley Roeten            | 2:4                       | 53                        | 68                        | 0,779                     | 0,862                     | 4                         |                           |

| Abschlusstabelle Gruppe E | Abschlusstabelle Gruppe E | Abschlusstabelle Gruppe E | Abschlusstabelle Gruppe E | Abschlusstabelle Gruppe E | Abschlusstabelle Gruppe E | Abschlusstabelle Gruppe E | Abschlusstabelle Gruppe E | Abschlusstabelle Gruppe E |
| Platz                     | Name                      | MP                        | Pkte                      | Aufn.                     | GD                        | BED                       | HS                        |                           |
| ------------------------- | ------------------------- | ------------------------- | ------------------------- | ------------------------- | ------------------------- | ------------------------- | ------------------------- | ------------------------- |
| 1                         | Mario Mercader            | 5:1                       | 75                        | 87                        | 0,862                     | 1,388                     | 5                         |                           |
| 2                         | Batuhan Uludag            | 5:1                       | 75                        | 100                       | 0,750                     | 1,041                     | 4                         |                           |
| 3                         | Christos Falangas         | 2:4                       | 49                        | 80                        | 0,612                     | 0,657                     | 3                         |                           |
| 4                         | Maxime Schreiner          | 0:6                       | 58                        | 105                       | 0,552                     | -                         | 6                         |                           |

| Abschlusstabelle Gruppe F | Abschlusstabelle Gruppe F | Abschlusstabelle Gruppe F | Abschlusstabelle Gruppe F | Abschlusstabelle Gruppe F | Abschlusstabelle Gruppe F | Abschlusstabelle Gruppe F | Abschlusstabelle Gruppe F | Abschlusstabelle Gruppe F |
| Platz                     | Name                      | MP                        | Pkte                      | Aufn.                     | GD                        | BED                       | HS                        |                           |
| ------------------------- | ------------------------- | ------------------------- | ------------------------- | ------------------------- | ------------------------- | ------------------------- | ------------------------- | ------------------------- |
| 1                         | Nikolaus Kogelbauer       | 6:0                       | 75                        | 76                        | 0,986                     | 1,190                     | 5                         |                           |
| 2                         | Simon Blondeel            | 4:2                       | 71                        | 91                        | 0,780                     | 0,892                     | 6                         |                           |
| 3                         | Adria Garcia              | 2:4                       | 70                        | 104                       | 0,673                     | 0,657                     | 8                         |                           |
| 4                         | Mikkel Jensen             | 0:6                       | 56                        | 87                        | 0,643                     | -                         | 7                         |                           |

## Endrunde
|  | Viertelfinale Spiel bis 30 Punkte | Viertelfinale Spiel bis 30 Punkte | Viertelfinale Spiel bis 30 Punkte | Viertelfinale Spiel bis 30 Punkte | Viertelfinale Spiel bis 30 Punkte | Viertelfinale Spiel bis 30 Punkte |                   |                     | Halbfinale Spiel bis 30 Punkte | Halbfinale Spiel bis 30 Punkte | Halbfinale Spiel bis 30 Punkte | Halbfinale Spiel bis 30 Punkte | Halbfinale Spiel bis 30 Punkte | Halbfinale Spiel bis 30 Punkte |      |      | Finale Spiel bis 30 Punkte | Finale Spiel bis 30 Punkte | Finale Spiel bis 30 Punkte | Finale Spiel bis 30 Punkte | Finale Spiel bis 30 Punkte | Finale Spiel bis 30 Punkte |
|  |                                   |                                   |                                   |                                   |                                   |                                   |                   |                     |                                |                                |                                |                                |                                |                                |      |      |                            |                            |                            |                            |                            |                            |
|  |                                   | MP                                | Pkt.                              | Auf.                              | ED                                | HS                                |                   |                     |                                |                                |                                |                                |                                |                                |      |      |                            |                            |                            |                            |                            |                            |
|  |                                   | MP                                | Pkt.                              | Auf.                              | ED                                | HS                                |                   |                     |                                |                                |                                |                                |                                |                                |      |      |                            |                            |                            |                            |                            |                            |
|  | Maxime Panaia                     | 2                                 | 30                                | 24                                | 1,250                             | 6                                 |                   |                     |                                |                                |                                |                                |                                |                                |      |      |                            |                            |                            |                            |                            |                            |
|  | Maxime Panaia                     | 2                                 | 30                                | 24                                | 1,250                             | 6                                 |                   | MP                  | Pkt.                           | Auf.                           | ED                             | HS                             |                                |                                |      |      |                            |                            |                            |                            |                            |                            |
|  | Batuhan Uludag                    | 0                                 | 14                                | 24                                | 0,583                             | 3                                 |                   | MP                  | Pkt.                           | Auf.                           | ED                             | HS                             |                                |                                |      |      |                            |                            |                            |                            |                            |                            |
|  | Batuhan Uludag                    | 0                                 | 14                                | 24                                | 0,583                             | 3                                 | Maxime Panaia     | 2                   | 30                             | 28                             | 1,071                          | 4                              |                                |                                |      |      |                            |                            |                            |                            |                            |                            |
|  |                                   | MP                                | Pkt.                              | Auf.                              | ED                                | HS                                | Maxime Panaia     | 2                   | 30                             | 28                             | 1,071                          | 4                              |                                |                                |      |      |                            |                            |                            |                            |                            |                            |
|  |                                   | MP                                | Pkt.                              | Auf.                              | ED                                | HS                                |                   | Alessio D’Agata     | 0                              | 25                             | 28                             | 0,892                          | 3                              |                                |      |      |                            |                            |                            |                            |                            |                            |
|  | Alessio D’Agata                   | 2                                 | 30                                | 30                                | 1,000                             | 6                                 |                   | Alessio D’Agata     | 0                              | 25                             | 28                             | 0,892                          | 3                              |                                |      |      |                            |                            |                            |                            |                            |                            |
|  | Alessio D’Agata                   | 2                                 | 30                                | 30                                | 1,000                             | 6                                 |                   |                     |                                |                                |                                |                                |                                | MP                             | Pkt. | Auf. | ED                         | HS                         |                            |                            |                            |                            |
|  | Nathan Duriez                     | 0                                 | 24                                | 30                                | 0,800                             | 5                                 |                   |                     |                                |                                |                                |                                |                                | MP                             | Pkt. | Auf. | ED                         | HS                         |                            |                            |                            |                            |
|  | Nathan Duriez                     | 0                                 | 24                                | 30                                | 0,800                             | 5                                 | Maxime Panaia     | 2                   | 30(1)(3)                       | 23                             | 1,304                          | 3                              |                                |                                |      |      |                            |                            |                            |                            |                            |                            |
|  |                                   | MP                                | Pkt.                              | Auf.                              | ED                                | HS                                | Maxime Panaia     | 2                   | 30(1)(3)                       | 23                             | 1,304                          | 3                              |                                |                                |      |      |                            |                            |                            |                            |                            |                            |
|  |                                   | MP                                | Pkt.                              | Auf.                              | ED                                | HS                                |                   | Nikolaus Kogelbauer | 0                              | 30(1)(1)                       | 23                             | 1,304                          | 8                              |                                |      |      |                            |                            |                            |                            |                            |                            |
|  | Mario Mercader                    | 0                                 | 20                                | 28                                | 0,714                             | 3                                 |                   | Nikolaus Kogelbauer | 0                              | 30(1)(1)                       | 23                             | 1,304                          | 8                              |                                |      |      |                            |                            |                            |                            |                            |                            |
|  | Mario Mercader                    | 0                                 | 20                                | 28                                | 0,714                             | 3                                 |                   | MP                  | Pkt.                           | Auf.                           | ED                             | HS                             |                                |                                |      |      |                            |                            |                            |                            |                            |                            |
|  | Emanuele Criscino                 | 2                                 | 30                                | 28                                | 1,071                             | 7                                 |                   | MP                  | Pkt.                           | Auf.                           | ED                             | HS                             |                                |                                |      |      |                            |                            |                            |                            |                            |                            |
|  | Emanuele Criscino                 | 2                                 | 30                                | 28                                | 1,071                             | 7                                 | Emanuele Criscino | 0                   | 23                             | 30                             | 0,766                          | 4                              |                                |                                |      |      |                            |                            |                            |                            |                            |                            |
|  |                                   | MP                                | Pkt.                              | Auf.                              | ED                                | HS                                | Emanuele Criscino | 0                   | 23                             | 30                             | 0,766                          | 4                              |                                |                                |      |      |                            |                            |                            |                            |                            |                            |
|  |                                   | MP                                | Pkt.                              | Auf.                              | ED                                | HS                                |                   | Nikolaus Kogelbauer | 0                              | 30                             | 30                             | 1,000                          | 5                              |                                |      |      |                            |                            |                            |                            |                            |                            |
|  | Nikolaus Kogelbauer               | 2                                 | 30                                | 29                                | 1,034                             | 4                                 |                   | Nikolaus Kogelbauer | 0                              | 30                             | 30                             | 1,000                          | 5                              |                                |      |      |                            |                            |                            |                            |                            |                            |
|  | Nikolaus Kogelbauer               | 2                                 | 30                                | 29                                | 1,034                             | 4                                 |                   |                     |                                |                                |                                |                                |                                |                                |      |      |                            |                            |                            |                            |                            |                            |
|  | Marcel Back                       | 0                                 | 27                                | 29                                | 0,931                             | 5                                 |                   |                     |                                |                                |                                |                                |                                |                                |      |      |                            |                            |                            |                            |                            |                            |
|  | Marcel Back                       | 0                                 | 27                                | 29                                | 0,931                             | 5                                 |                   |                     |                                |                                |                                |                                |                                |                                |      |      |                            |                            |                            |                            |                            |                            |

Quellen:

## Abschlusstabelle
| MP    | Match Points (Sieger = 2; Unentschieden = 1; Verlierer = 0) |
| Pkte. | Erzielte Karambolagen                                       |
| Aufn. | Benötigte Versuche                                          |
| GD    | Generaldurchschnitt                                         |
| BED   | Bester Einzeldurchschnitt eines Spielers                    |
| HS    | Höchstserie                                                 |
|       | Bester GD des Turniers                                      |
|       | Bester ED des Turniers                                      |
|       | Beste HS des Turniers                                       |
|       | 1. Platz (Gold)                                             |
|       | 2. Platz (Silber)                                           |
|       | 3. Platz (Bronze)                                           |

| Endklassement              | Endklassement | Endklassement       | Endklassement | Endklassement | Endklassement | Endklassement | Endklassement | Endklassement |
| Phase                      | Platz         | Name                | MP            | Pkt.          | Aufn.         | GD            | BED           | HS            |
| -------------------------- | ------------- | ------------------- | ------------- | ------------- | ------------- | ------------- | ------------- | ------------- |
| Finale                     | 1             | Maxime Panaia       | 12:0          | 165           | 121           | 1,363         | 2,272         | 10            |
| Finale                     | 2             | Nikolaus Kogelbauer | 10:2          | 165           | 158           | 1,044         | 1,190         | 8             |
| Halb- finale               | 3             | Alessio D’Agata     | 8:2           | 130           | 152           | 0,855         | 1,041         | 6             |
| Halb- finale               | 3             | Emanuele Criscino   | 7:3           | 128           | 163           | 0,785         | 1,071         | 7             |
| Viertel- finale            | 5             | Nathan Duriez       | 6:2           | 99            | 131           | 0,755         | 0,781         | 5             |
| Viertel- finale            | 6             | Mario Mercader      | 5:3           | 95            | 115           | 0,826         | 1,388         | 5             |
| Viertel- finale            | 7             | Batuhan Uludag      | 5:3           | 89            | 124           | 0,717         | 1,041         | 4             |
| Viertel- finale            | 8             | Marcel Back         | 4:4           | 99            | 119           | 0,831         | 0,925         | 5             |
| Gruppen- phase             | 9             | Simon Blondeel      | 4:2           | 71            | 91            | 0,780         | 0,892         | 6             |
| Gruppen- phase             | 10            | Nick Rosier         | 4:2           | 69            | 111           | 0,621         | 0,735         | 9             |
| Gruppen- phase             | 11            | Dogukan Corbaci     | 2:4           | 65            | 76            | 0,855         | 0,862         | 8             |
| Gruppen- phase             | 12            | Ivan Mayor          | 2:4           | 53            | 82            | 0,646         | 1,000         | 8             |
| Gruppen- phase             | 13            | Enzo Riquart        | 3:3           | 71            | 119           | 0,596         | 0,757         | 8             |
| Gruppen- phase             | 14            | Dylan Parent        | 2:4           | 49            | 62            | 0,790         | 1,136         | 5             |
| Gruppen- phase             | 15            | Adria Garcia        | 2:4           | 70            | 104           | 0,673         | 0,657         | 8             |
| Gruppen- phase             | 16            | Björn Jensen        | 2:4           | 58            | 93            | 0,623         | 0,594         | 4             |
| Gruppen- phase             | 17            | Christos Falangas   | 2:4           | 49            | 80            | 0,612         | 0,657         | 3             |
| Gruppen- phase             | 18            | Milan Ettel         | 2:4           | 55            | 96            | 0,572         | 0,694         | 3             |
| Gruppen- phase             | 19            | Bradley Roeten      | 2:4           | 53            | 68            | 0,779         | 0,862         | 4             |
| Gruppen- phase             | 20            | Luis Pinto          | 2:4           | 51            | 95            | 0,536         | 1,000         | 3             |
| Gruppen- phase             | 21            | Mikkel Jensen       | 0:6           | 56            | 87            | 0,643         | -             | 7             |
| Gruppen- phase             | 22            | Maxime Schreiner    | 0:6           | 58            | 105           | 0,552         | -             | 6             |
| Gruppen- phase             | 23            | Tom Slikker         | 0:6           | 58            | 115           | 0,504         | -             | 3             |
| Gruppen- phase             | 24            | Sebastian Heimrath  | 0:6           | 38            | 117           | 0,324         | -             | 2             |
| Turnierdurchschnitt: 0,732 |               |                     |               |               |               |               |               |               |